# Dimitrij Slonim
Dimitrij Slonim (4. srpna 1925, Praha – 3. ledna 2017, Praha) byl český virolog a imunolog. Vyvíjel četné vakcíny, především proti dětské obrně a spalničkám, a podílel se tak na potlačení těchto nemocí v Československu.

## Život

### Původ a mládí
Jeho otec Mark Lvovič Slonim byl původem z židovské rodiny z Ruska, odkud kvůli bolševickému převratu emigroval roku 1918 spolu s Iljou Erenburgem (který se později do Ruska vrátil) a po následující léta pobýval střídavě v Paříži a Praze a stal se jedním z předních redaktorů pražského časopisu Volja Rossiii – nejprve eserského politického deníku, sledujícího dění ve válkou zmítaném Rusku a později (právě vlivem literárního kritika M. Slonima) i pojednávajícího o literatuře, kam přispívali četní spisovatelé v emigraci, hlavně Marina Cvětajevová. M. L. Slonim po začátku druhé světové války emigroval podruhé, a sice do USA, kde působil jako profesor literární historie na Sarah Lawrence College v New Yorku.

Dimitrijova vášeň pro mikrosvět se projevila už v jeho dětství, kdy ho nadchlo pozorování okolních předmětů pod mikroskopem a toto okouzlení mu již zůstalo. Dětství strávil v jihočeské Blatné a v okolních rybnících nalézal materiál pro svá pozorovací sklíčka. Pod svou první publikaci o Bacillu subtillis se podepsal dokonce již jako sextán. Když maturoval ve Strakonicích roku 1944, byly vysoké školy stále zavřeny, kvůli čemuž nastoupil do laboratoře ve strakonické nemocnici a díky své šikovnosti stál do konce války v jejím čele.

Po konci druhé světové války začal se studii na Lékařské fakultě a jako odborný asistent se v Ústavu mikrobiologie a imunobiologie pod vedením profesora Františka Patočky zaměřil na virové původce onemocnění, především na virus klíšťové encefalitidy, který byl v českých zemích objeven na sklonku čtyřicátých let. Zkoumal možnosti jeho množení a vývoje očkovací látky, kterou ale do výroby nikdy neuvedl, protože práva na distribuci vakcíny si v zemích východního bloku přivlastnil SSSR.
Při práci s tímto virem se nedopatřením nakazil, onemocněl klíšťovou encefalitidou a nechybělo málo, aby na ni i zemřel. Následkem u něj došlo k obrně pravého ramene a poškození sluchu.

### Vakcína proti dětské obrně
V polovině padesátých let dvacátého století začali pracovat na vakcíně proti poliomyelitidě (dětské obrně) dva mladí lékaři: Karel Žáček a právě i Dimitrij Slonim. Vůbec první vakcína proti poliomyelitidě byla vyvinuta Američanem Jonasem Salkem na principu mrtvého viru (podávala se injekčně) a posléze byla Albertem Sabinem vyvinuta vakcína další – orální, tedy polykací. Připravit tyto vakcíny se Žáčkovi a Slonimovi podařilo i přes tíživé podmínky v komunistickém Československu, kdy neměli přístup k pokročilým technologiím, běžně používaným na Západě.
Již roku 1957 tak byla československá Salkova vakcína k dispozici a děti mohly podstoupit očkování. Následně dostal Slonimův tým za úkol vyrobit i Sabinou vakcínu, což bylo ještě náročnější, neboť tato vakcína využívá živé oslabené viry. I tento počin se dočkal zdárného konce, když roku 1960 Československo jako první země na světě provedlo celoplošné podání polykací poliovakcíny u dětí a o půl roku později tak byla dětská obrna v Československu vymýcena. 

Úspěch československých virologů byl mimořádný, nicméně na něj nemohli dále navázat, neboť poliovakcíny z Československa musely být předány Moskvě.

### Další vakcíny
Tým virologů v čele se Slonimem představil v půli šedesátých let vakcínu proti pravým neštovicím. Na tento krok navázal generální ředitel divize infekčních nemocí Světové zdravotnické organizace Karel Raška, jenž se zasloužil o vznik, průběh i zdárné ukončení celosvětovému programu na eradikaci (vymýcení) pravých neštovic. Slonimova vakcína byla vyhodnocena jako třetí nejúčinnější látka a významně se tak podílela na globálním vymýcení této zhoubné nemoci. 

Následně se pustili virologové z ÚSOL (Ústavu sér a očkovacích látek) pod Slonimovým vedením do vývoje očkovací látky proti vzteklině a poté i proti spalničkám a příušnicím. I tohoto cíle bylo dosaženo a spalničkové a příušnicové vakcíny byly v Československu podávány dětem najednou jako divakcína, ke které se o pár let později připojila i látka proti záškrtu. Roku 1982 byly spalničky v Československu eliminovány.

### Postkomunistická doba
Během privatizací na začátku devadesátých let 20. století ÚSOL zanikl a s ním i výroba očkovacích látek, kterou nyní obstarávají mezinárodní farmaceutické firmy a čeští virologové se na jejich tvorbě přímo nepodílejí.